# صيادة (منبج)
صيادة قرية سوريّة تتبع إداريّاً لمحافظة حلب منطقة منبج ناحية مركز منبج، بلغ تعداد سكانها 770 نسمة حسب التعداد السكاني لعام 2004.